# Valse pour Monica
Pour plus de détails, voir Fiche technique et Distribution.
Valse pour Monica (Monica Z en version originale) est un drame biographique suédois réalisée par Per Fly sorti en 2013. Il est basé sur la vie et la carrière de l'actrice et chanteuse de jazz suédoise Monica Zetterlund.

## Fiche technique
- Titre : Valse pour Monica
- Réalisation : Per Fly
- Scénario : Peter Birro et Per Fly
- Photographie : Eric Kress
- Montage : Asa Mossberg
- Musique : Peter Nordah
- Producteur : Lena Rehnberg
  - Producteur exécutif : Anna Carlsten et Tory Lenosky
  - Producteur délégué : Jessica Ask
- Production : StellaNova Film, Sveriges Television et Film i Väst
- Distribution : Chrysalis Films
- Pays d'origine :  Suède
- Genre : Drame biographique
- Durée : 141 minutes
- Dates de sortie :
  -  Suède : 13 septembre 2013
  -  États-Unis : 10 août 2013
  -  France : 19 mars 2014

## Distribution
- Edda Magnason : Monica Zetterlund
- Sverrir Gudnason : Sture Åkerberg
- Kjell Bergqvist : le père de Monica
- Cecilia Ljung : la mère de Monica
- Nadja Christiansson : Eva-Lena, la fille de Monica
- Vera Vitali : Marika
- Johannes Wanselow : Beppe Wolgers
- Oskar Thunbger : Vilgot Sjöman
- Randal D. Ingram : Bill Evans
- Rob Morgan : Miles Davis
- Amelia Fowler : Ella Fitzgerald
- Clinton Ingram : Tommy Flanagan
- Harry Friedländer : Hasse Alfredson
- Andréa Ager-Hanssen : Lena Nyman